# Мост Иша
Мост Иша — посёлок в Красногорском районе Алтайского края. Входит в состав муниципального образования сельское поселение Быстрянский сельсовет.

## География
Расположен в 10 км к югу от центра сельского поселения, села Быстрянка,  на правом берегу реки Катунь, в месте впадения в неё реки Иша, у автомобильного моста на Чуйском тракте, перекинутого через последнюю.

## Население
| 1997 | 1998 | 1999 | 2000 | 2001 | 2002 | 2003 | 2004 | 2005 | 2006 |
| ---- | ---- | ---- | ---- | ---- | ---- | ---- | ---- | ---- | ---- |
| 149  | ↘139 | ↗141 | ↘138 | ↗139 | ↘126 | ↗130 | ↘129 | ↘126 | ↘120 |
| 2007 | 2008 | 2009 | 2010 | 2011 | 2012 | 2013 |      |      |      |
| ↘119 | ↘109 | ↗113 | ↘112 | →112 | ↗117 | ↗123 |      |      |      |

Национальный состав
Согласно результатам переписи 2002 года, в национальной структуре населения русские составляли 90 % от 124 жителей.

## Инфраструктура
Центр реабилитации медико-санитарной части МВД России по Алтайскому краю.

## Транспорт
Проходит Чуйский тракт.